# Apanteles camirus
Apanteles camirus är en stekelart som beskrevs av Nixon 1965. Apanteles camirus ingår i släktet Apanteles och familjen bracksteklar. Inga underarter finns listade i Catalogue of Life.